# Margaret Benson

Margaret Benson im Alter von 28 Jahren (1893)

Margaret Benson  (* 16. Juni 1865 im Wellington College, Crowthorne, Berkshire; † 13. Mai 1916 in Wimbledon) war die erste Frau, der eine Konzession in Ägypten gewährt wurde, als Amateur-Archäologin Ausgrabungen im Tempelbezirk der Göttin Mut in Karnak durchzuführen.

## Leben
Margaret war das vierte von sechs Kindern von Mary geb. Sidgwick, Schwester des Philosophen Henry Sidgwick, und Edward White Benson, dem ersten Rektor (1859–1872) des neu gegründeten Wellington College. Alle Kinder wurden hier geboren. Der Vater stieg auf im Dienst der Church of England, zunächst als Kanzler der Diözese von Lincoln 1872–77, dann Bischof der neuen Diözese von Truro 1877–82, wo er 1880 die erste Highschool für Mädchen gründete, die Margaret und ihre ältere Schwester Mary Eleanor „Nelly“ Benson (1863–1890) besuchten. 1882 wurde er schließlich Erzbischof von Canterbury. Jedes Mal war die Beförderung mit einem Umzug für die Familie verbunden. Sie lebten dann im Lambeth Palace in London, dem offiziellen Sitz des Erzbischofs. Hier begegneten Margaret und ihre Geschwister literarischen Größen, wie z. B. Alfred Lord Tennyson und Henry James. In dieser Familie waren die Erwartungen des Vaters an seine Kinder hoch, denn sie wuchsen in einer intellektuellen Umgebung auf. Drei ihrer Brüder wurden bekannte Autoren: Arthur Christopher Benson (1862–1925), unterrichtete in Eton, Edward Frederic „Fred“ Benson (1867–1940) wurde ein bekannter Schriftsteller und Robert Hugh Benson (1871–1914), Geistlicher, trat 1903 zum römisch-katholischen Glauben über, was einen Skandal auslöste. Margarets ältere Schwester Nelly starb mit 27 Jahren an Diphtherie, wie auch der älteste Bruder Martin 1878 in Winchester.
Margarets Schwester Nelly studierte bereits seit zwei Jahren Mathematik und Englische Literatur im erst zwei Jahre zuvor in Oxford eröffneten Lady Margaret Hall College für Mädchen, als sie 1883 wegen ihrer schlechten Gesundheit zurück nach Hause gerufen wurde. Nun nahm Margaret im Alter von 18 Jahren ihren Platz dort ein. Sie studierte Politik, Wirtschaft und „moral science“. Sie spielte Cricket und Feldhockey und lernte Schwimmen, so dass sie an Bootsrennen teilnehmen konnte. Als Schauspielerin gehörte sie der Shakespeare und Browning Gesellschaft an und sie hatte ein besonderes Talent im Zeichnen und Malen mit Wasserfarben. Sogar John Ruskin lobte ihre Zeichnungen und meinte, sie sollte später am College als Lehrerin bleiben. Nach drei Jahren legte sie 1886 ihre Prüfungen ab und verließ Oxford vor dem „final year“. Danach schrieb sie ihr Buch Capital, Labour, Trade and the Outlook. Margaret war jedoch von zarter Gesundheit. Die Familie reiste im Sommer oft nach Zermatt in die Schweiz und 1885 erkrankte Margaret dort an Scharlachfieber. Sie pendelte zwischen Lambeth Palace und Addington Park, dem Landsitz bei Croydon, wo sie malte und reiten lernte. 1887 reiste sie nach Menton in Südfrankreich. Im Alter von 25 Jahren litt sie an Symptomen von Rheuma und Arthritis und suchte Linderung in Aix-les-Bains. 1893 wurde ihr empfohlen, in das warme, trockene und reine Klima von Ägypten zu reisen, was damals in England groß in Mode war.
Im Januar 1894 kam sie in Alexandria an und besuchte als Touristin Kairo und Gizeh. Dann reiste sie bis nach Assuan und Philae und richtete sich in Luxor ein, um hier und in Karnak ihre Besuche zu planen, denn außer dem Esel gab es keine Fortbewegung über Land. Sie hatte von Granit-Statuen mit „Katzenköpfen“ gehört (die löwenköpfigen Statuen der Göttin Sachmet) und die Jungen mit den Eseln kannten den Weg dorthin: zum Tempelbezirk der Mut. Dieser ist an drei Seiten von einer Mauer umgeben und liegt ziemlich isoliert. Er hatte einen eigenen „heiligen See“ in Form eines Hufeisens, der ihn pittoresk, romantisch und unwiderstehlich in Margarets Augen erscheinen ließ.
Die Göttin Mut war die Gattin des Amun, von dem sie ihren Namen „Amaunet“ erhielt. Mit dem Reichsgott Amun und ihrem gemeinsamen Sohn Chons wurde sie besonders während des großen Opetfestes verehrt, indem man vor ihrer heiligen Barke Opfer darbrachte. Irgendwann wurde sie der Löwengöttin angeglichen und mit dem Kopf einer Löwin dargestellt und besaß dann – wie Sachmet – einen kriegerischen Charakter. Mut und Chons hatten ihre eigenen Tempel, aber am prächtigsten war der von Amun.
Seit Beginn ihrer Reise war sie von den antiken Stätten fasziniert, ebenso wie von den Tieren und Vögeln. Sie begann mit dem Studium der alten ägyptischen und arabischen Sprachen und als sie im März abreiste, wusste sie bereits, dass sie im Herbst wiederkommen würde.

## Die Konzession für den Tempelbezirk der Göttin Mut
Margaret verfolgte hartnäckig die Idee, das Gebiet der Göttin Mut in Karnak auszugraben. Ende November 1894 war sie wieder in Ägypten und kümmerte sich in den Schwefelquellen von Helwan, südlich von Kairo gelegen, um Linderung ihrer rheumatischen Leiden. Gleichzeitig bat sie die ägyptischen Behörden um Genehmigung ihres Projekts, die jedoch verweigert wurde, obwohl professionelle Archäologen bisher keinerlei Interesse an diesem Teil von Karnak gezeigt hatten. Hilfe erhielt Margaret von Édouard Naville, der für den Egypt Exploration Fund (EFF) in Deir el-Bahari an Hatschepsuts Tempel arbeitete. Er schrieb an Jacques de Morgan, dem Direktor des Antikendienstes, und trug ihm Margrets Bitte vor. Ihr Antrag wurde noch einmal geprüft und im Januar 1895 erhielt sie ihre Konzession. Das war der aufregendste Moment nicht nur in ihrem Leben, sondern der ganzen Familie, die darüber sehr besorgt war.
Ihr Bruder Fred (Edward. Frederic Benson) schrieb 1921 darüber in seinem Buch:

„Sie überwinterte wegen ihrer Gesundheit, die von einer zur Verkrüppelung neigenden Art von Rheumatismus bedroht war, in Ägypten; sie litt ebenfalls an einer inneren Krankheit, depressiv und tödlich; eine Erkältung war eine ernsthafte Angelegenheit für sie, Ermüdung musste vermieden werden und dennoch fuhr sie fort mit der größtmöglichen Verachtung körperlicher Leiden … Alle englischen Archäologen vor Ort lagen ihr sprichwörtlich zu Füßen, teils wegen der gänzlichen Neuheit, dass ein englisches Mädchen eine eigene Ausgrabung leitet, jedoch noch mehr wegen ihrer dankbaren und enthusiastischen Persönlichkeit ...“

David George Hogarth, der sich bei Naville in Deir el-Bahari aufhielt, beriet sie über die Richtung, welche die Ausgrabung nehmen sollte und Percy Newberry hob sich heraus durch seinen unermüdlichen freundlichen Rat, Vorschläge und Korrekturen. Er beschäftigte sich mit den Inschriften, die er später als Bestandteil von Margrets Buch veröffentlichte. Man hatte sie gewarnt, nicht allzu große Erwartungen zu hegen, hier etwas Großes zu finden, denn Auguste Mariette hatte das Gelände als „geräumt“ bezeichnet.

## Die erste Saison 1895 in Karnak

Erster Hof mit Pavian- und Sachmet-Statuen 1895

Oben: Königl. Schreiber Amenemhat. Unten: Ein Glatzkopf

Margaret wohnte in Pagnon’s Hotel, zwischen dem Winter Palace und dem Luxor-Tempel. Ihr Bruder Edward („Freddy“) reiste aus Griechenland an und unterstützte sie auch in den Folgejahren. Er hatte 1892–95 in Athen für die British Archaeological Society gearbeitet.
Édouard Naville half Margaret bei den Vorbereitungen für die Ausgrabung und der Planung der Arbeit. Der Anfang war schwierig, denn Margaret sprach kein Arabisch. Sie musste schließlich einen der Jungen, der die Esel bereithielt, als „Übersetzer“ ihrer Anweisungen nehmen, was ihr nicht recht behagte, denn ein Junge als Mittelsmann hatte wenig Autorität. Am ersten Arbeitstag waren gleich doppelt so viel Arbeiter mit Hacke und Körben erschienen, als sie beschäftigen konnte. Margaret empfand es als beschämend, dass sie so viele wegschicken musste. Später hörte sie jedoch, dass es durchaus üblich war, denn diese Arbeit war sehr begehrt. Auch mit ihrem ersten Rais (Aufseher) hatte sie wenig Glück. Zum einen verlangte er höheren Lohn, als im Durchschnitt gezahlt wurde (10d anstelle von 7 ½), und zum anderen empfand er es unter seiner Würde, unter einer Frau zu arbeiten, so dass sie ihn bald entlassen musste. Der neue Aufseher war dann besser geeignet. Am Zahltag sorgte er dafür, dass die Jungen gemäß ihren Aufgaben in einer Reihe vor ihr standen, dahinter die Männer und etwas abseits die Mädchen mit dem Trinkwasser. Sie wurden aufgerufen, und so lernte Margaret nach und nach auch deren Namen. Margaret zahlte wöchentlich den Lohn an ihre Arbeiter: zwei Piastres, was damals fünf Pence entsprach, für Männer und 1½ Piastres für Jungen bei einem Arbeitstag von zehn Stunden. Sie unterstellte dabei, dass die Entlohnung der Kaufkraft einer halben britischen Krone entspräche. Flinders Petrie, der am Ramesseum tätig war, hatte eine Belohnung für diejenigen Arbeiter eingeführt, die ein wertvolles Objekt fanden. Er orientierte sich dabei in etwa am Schwarzmarkt-Preis. Der EFF in Deir el-Bahari zahlte einen Tageslohn als Belohnung, praktizierte jedoch eine strengere Bewachung der Ausgrabung.
Im Januar 1895 begann sie mit einer kleinen Mannschaft von Männern und Jungen, den ersten Hof des Tempels der Mut zu säubern, wo Auguste Mariette ohne Zweifel gearbeitet hatte, denn von der Nordseite nach Süden lagen Erdhaufen 3 m hoch. Sie orientierten sich an der Karte von Mariette, die dieser in seinem Buch Karnak: étude topographique et archéologique 1875 veröffentlicht hatte.
Neben herabgefallenen Blöcken vom Eingangstor lagen der Kopf eines Krokodils aus Sandstein und eine löwenköpfige Sachmet-Statue. Mit der Räumung des Hofes kam die Basis von vier Paaren von Säulen zum Vorschein. Weitere acht Sachmet-Statuen konnten unter dem Schutt geborgen werden. Margrets erster Fund von historischer Bedeutung war eine Block-Statue von Amenemhet, einem königlichen Schreiber unter der Regierung von Amenhotep II. Sie sollte sofort von einem Aufseher konfisziert werden, jedoch wandte sich Margaret an Georges Daressy, der mit den Arbeiten im Tempel von Karnak beauftragt war, und dieser erlaubte ihr, dass die Statue bis zu ihrer Abreise im Luxor-Hotel verbleiben durfte. Des Weiteren fand sie zwei Pavian-Skulpturen aus Sandstein, die aus der Zeit von Ramses III. datierten, das große Oberteil einer weiblichen Statue sowie verschiedene Münzen, Bruchstücke von Tonwaren und Bronzen.
In lediglich fünf Wochen hatte sie für eine Anfängerin viel erreicht.

## Die zweite Saison 1896 mit reichen Funden und Hilfe durch Janet A. Gourlay

Margaret Benson und Janet Gourlay 1906

Im zweiten Jahr begannen die Arbeiten Ende Januar 1896. Ihre Arbeit wurde von der Familie und Freunden finanziert. Margaret begann mit einer leicht vergrößerten Mannschaft im zweiten Hof. Inzwischen war Margaret bewusst geworden, dass sie sorgfältiger arbeiten und größere Aufmerksamkeit auf die Bautechnik und deren Abfolge richten musste. Eine Schulfreundin von Margaret, Lady Jane Lindsay, brachte eine junge Frau vorbei, die bei den Ausgrabungen helfen wollte. Janet „Nettie“ Gourlay (1863–1912) und Margaret waren fast gleichaltrig und verstanden sich auf Anhieb. Die beiden Frauen sollte eine lebenslange Freundschaft verbinden.
Der zweite Hof offenbarte weitere Skulpturenfunde. Ein monumentaler Löwenkopf wurde hier gefunden, von dem der größte Teil der Sonnenscheibe erhalten war, der in das Museum von Gizeh ging, zusammen mit ca. 30 weiteren Statuen, die Margaret freilegte. Zwei Sachmet-Statuen, die größer waren als der Durchschnitt, und die Statue eines sitzenden Königs aus dem Neuen Reich, deren Namen jedoch ausgelöscht waren, wurden wiederhergestellt und an Ort und Stelle im Tempel belassen.
Eine der großen Sachmet-Statuen von ca. 3 m stand im Säulenhof des Tempels der Mut. Anstelle der Sonnenscheibe trägt Sachmet eine Krone aus Uräus-Schlangen. Die Inschrift von Scheschonq I. (auch Sesonchis 945-924) aus der 22. „Libyschen“ Dynastie auf dem Sitz war tief eingeschnitten und gut gearbeitet. Seinen Bekanntheitsgrad verdankt Scheschonk I. seinem Palästinafeldzug von 924 v. Chr., der auch in der Bibel Erwähnung findet. Er wäre demzufolge mit dem ägyptischen König Schischak aus der Bibel identisch. Anlass soll die Beherbergung von Jerobeam, ein Anwärter auf den israelitischen Thron, nach dessen Flucht vor Salomon gewesen sein. Seinen Sieg ließ er im Tempel von Karnak an der südlichen Außenmauer der Hypostylhalle rechts neben dem „Bubastidentor“ darstellen. Auffällig an dieser Statue waren die weißen Beine, die Margaret „weiße Kniestrümpfe“ nannte. Flinders Petrie und Jacques de Morgan erklärten ihr die Ursache:

### Schäden durch die Nilschwemme

Sachmet-Statue mit Uräus-Krone und weißen Beinen

Für die Wüstenlandschaft Ägyptens war früher die jährliche Nilschwemme überlebenswichtig. Aus den vulkanischen Böden des äthiopischen Hochlandes brachte der Nil nährstoffreiche Schwemmstoffe, die für die Felder ein Segen waren, für die Denkmäler jedoch ein Fluch. Jacques de Morgan war davon überzeugt, dass der „Heilige See“ im Tempelbezirk indirekt mit dem Nil verbunden war. Durch Veränderungen des Flussbettes über die Jahrtausende und zu Zeiten des Hochwassers stieg dessen Wasserpegel mitunter so hoch, dass der Tempelbezirk überflutet wurde. Flinders Petrie erklärte Margaret, dass die Steinarten unterschiedlich darauf reagierten. Während Sandstein von den Salzen stark angegriffen wird, ist es bei Granit weniger. Wenn eine Statue unter der Erde liegt und Jahr für Jahr von der Feuchtigkeit durchnässt wird, leidet sie weniger als eine andere, die nach der Nässe von der Sonne getrocknet wird, denn die Kristallisierung der Salze im Inneren des Steins lässt ihn korrodieren. So war es mit der Sachmet-Statue von Scheschonk I, deren Oberteil in Sand und Erde versteckt lag, während das Unterteil an der Oberfläche der Witterung ausgesetzt war. Die Beine waren weiß geworden und boten einen seltsamen Anblick. Margaret zog eine Statue „mit weißen Strümpfen“ einer mit gar keinen Füßen oder Beinen dann doch vor.
Sie machte selbst die Erfahrung mit einer irdenen koptischen Lampe, die sie ohne Einweichen wegstellte, weil sie es nicht besser wusste. Im nächsten Jahr war darauf eine Salzschicht gewachsen. Als sie diese abwischte, erschien nach kurzer Zeit eine neue und bald begann die Oberfläche zu zerbröckeln. Letztlich bedeutete es für sie, dass jedes Fundstück sorgfältig in Frischwasser gewaschen werden musste, bevor es im Gizeh Museum die endgültige Behandlung erfuhr.
Hier im zweiten Hof stieß sie nahe der südlichsten Säule an der Ostseite auf drei Steinblöcke, auf denen Schiffe zu sehen waren, und denen sie keine weitere Bedeutung beimaßen. Dann stellte sich heraus, dass sie aus der 25. Dynastie stammten und von beträchtlichem Interesse waren, denn sie berichteten von einer Schiffsreise des nubischen Pharao Piankhy (Regierungszeit um 747-716). Im folgenden Jahr fanden sie zwei weitere Blöcke, die unter dem Namen „Phiankhy Blöcke“ von Newberry übersetzt wurden.

M. Benson überwacht Arbeiter am Ufer des Heiligen Sees der Mut

Von ihren archäologischen Freunden war sie angehalten worden, nach Gründungsbeigaben Ausschau zu halten. Am steinernen Pylon zwischen dem ersten und zweiten Hof begann die Umfassungsmauer von doppelter Stärke und begrenzt den Tempel. An der südöstlichen Ecke dieser Hauptmauer begannen sie, nach Gründungsbeigaben zu suchen. Sie fanden den Eckstein, jedoch war die Mauer so zerstört, dass sie nur einen Stein über dem Fundament fanden. Um diesen Stein herum begannen sie weiter zu graben und stießen auf eine kleine unbeschriftete Statue, danach auf eine beschriftete und im Laufe des Vormittags hatten sie 8 Statuen entdeckt, von denen 6 eine Inschrift trugen, darunter eine Doppelstatue von einem Mann und einer Frau, Seite an Seite sitzend aus gelbem Sandstein, ohne Köpfe; jedoch fanden sie noch einen Männerkopf, der zu dieser Doppelstatue zu passen schien. Gerade zu diesem Zeitpunkt erschien Georges Legrain und drängte darauf, diese Statuen in sein Lagerhaus nach Karnak zu bringen. Das bedeutete für Margaret einen ziemlichen Weg, um die Statuen näher zu studieren, so dass Legrain schließlich einwilligte, dass sie die Statuen bis zu ihrer Abreise im Hotel behalten durfte, bis Jacques de Morgan über deren Verbleib entschieden habe. Gleichzeitig knüpfte er seine Erlaubnis an die Bedingung, dass sie in Zukunft alle ihre Funde korrekt meldeten, was sie in der Vergangenheit aus Unwissenheit unterlassen hatten. Bis zum Abend hatten sie drei weitere Statuetten aus der 18. Dynastie gefunden, die absichtlich aus dem Tempel entfernt und hier versteckt worden waren. Ihre Suche nach Gründungsbeigaben blieb auch hier erfolglos, so dass sie die Gruben wieder auffüllten, um den Bau nicht zu gefährden. Von de Morgan erhielten sie ein Schreiben, das Legrains Erlaubnis bestätigte sowie auf ihre Meldepflicht und Dokumentation der Funde hinwies.
Ende Februar wollten sie ihre Ausgrabungen beenden und hatten schon die meisten ihrer Jungen entlassen, denn es war Ramadan. Ein paar Männer waren noch mit Reparaturarbeiten beschäftigt und wenn weitere Hilfe nötig war, holten sie noch 2 – 3 dazu. Am Donnerstag der letzten Februarwoche erschien dann ganz aufgeregt einer der entlassenen Jungen, Osman Amar, der „den Fuß eines Mannes“ gesehen habe. Er brachte sie zum südlichen Ufer am „Heiligen See“, wo ein Stück beschriebener Sandstein herausguckte. Der Junge buddelte weiter und Margaret konnte den Fuß einer Statue fühlen, als sie ihre Hand hineinsteckte, so dass das Weitergraben etwas zu versprechen schien. Der Junge lieh sich eine Spitzhacke und bald konnten sie eine kniende Figur erkennen, die auf dem Rücken lag. Sie riefen die anderen Männer herbei und bald zeigte sich ein Hathor-Kopf auf der Brust. Dabei entdeckten sie, dass eine weitere Statue darunter lag. Aber erst galt es, diese zu bergen, was bis Sonnenuntergang geschafft war. Die Statue war über 5 Fuß groß, wunderschön gearbeitet und rundherum beschrieben. Sie ließen zwei bewaffnete Wächter dort. Am nächsten Morgen war bereits Percy Newberry am Seeufer und konnte ihnen sagen, dass es sich um Senenmut handelt, einen hohen Beamten am Hofe von Hatschepsut, und sie fanden auch ihre Kartusche auf der Rückseite der Statue. Die zweite Statue, die unter dieser lag, war inzwischen freigelegt, und es handelte sich hierbei um Bakenkonsu. Bak-en-Khonsu („Diener von Khons“), oder des „Ba“ (Seele) („Seele von Khons“), war ein Hoher Priester des Amun während der Regierungszeit Ramses II. (um 1220 v. Chr.). Die Inschriften auf der Statue von Senenmut ließen die Schlussfolgerung zu, dass der Tempel nicht in der Zeit von Amenhotep III., sondern bereits früher in der 18. Dynastie errichtet worden war.
Senenmuts Statue musste jetzt vom Ufer nach oben befördert werden, und M. Legrain sandte seinen Vorarbeiter zu Hilfe, um die Arbeiter zu befehligen. Mr. Dixon, ein Landvermesser, der sich gerade in Luxor befand, bot ebenfalls seine Hilfe beim Umgang mit den Seilrollen an. Oben angekommen, musste sie auf einem Wagen zum Lastwagen geschafft werden, der dann Senenmut zum Museumsboot brachte. Bakenkonsu blieb bewacht an seinem Fundplatz, bis er ebenfalls verladen werden konnte.
Sie suchten am Seeufer nach weiteren Statuen, jedoch ohne Erfolg. Danach begannen sie oben von der Westseite des Tempeltores nach Südwesten zu graben, wo Senenmut gefunden worden war. Sie entdeckten nur einen Pier aus wiederverwendeten Steinen, und auch das Graben von der Ostseite brachte nichts Wesentliches zum Vorschein. Nachdem sie ungefähr ein Drittel der östlichen Hälfte des Ufers abgetragen hatten, stellten sie nach drei Tagen die Arbeiten ein, um nach Kairo zurückzukehren.
Nach England mitnehmen durfte sie drei Stücke aus der Ausgrabung, darunter ein fragmentarisches Oberteil einer großen königlichen Statue von Ramses II. Dieses Teil blieb viele Jahre im Familienbesitz als Erinnerung an Margarets Ausgrabungen.

## Die dritte Saison 1897 und weitere bedeutende Funde

Fragment der Statue Ramses II. aus rosa Granit. Tempel Mut in Karnak – Diese durfte M. Benson mit nach England nehmen

Kopflose Blockstatue mit der Inschrift von Mentuemhat; vierter Prophet von Amun in Theben. Vorne die Göttin Hathor

Im Oktober 1896 war plötzlich und unerwartet Margarets Vater, der Erzbischof von Canterbury, verstorben. Das war ein schwerer Schlag für die gesamte Familie, so dass im Januar neben Janet Gourlay und Margaret auch ihre Mutter Mary und ihre Brüder Hugh und Fred nach Luxor kamen. Letzterer war eine große Hilfe für Margaret schon in den Vorjahren gewesen, wenn er aus Athen herüberkam. Er beaufsichtigte die Arbeiten, vermaß die Tempelanlage und zeichnete einen Plan.
Ziel in diesem Jahr war neben der weiteren Räumung des Tempels und der Suche nach Gründungsbeigaben die Öffnung des Gebiets um die südöstliche Ecke des Tempels, wo sie im letzten Jahr die Statuen entdeckt hatten. Auch sollte ein neuer Plan mit Korrekturen der von Mariette und anderen gezeichneten Plänen erstellt werden. Die Arbeiten begannen am 10. Januar mit einer wiederum vergrößerten Mannschaft, da ihnen jetzt mehr Geld zur Verfügung stand. Gleich am ersten Tag entdeckten sie zwei bedeutende Statuen: die erste war eine kopflose Blockstatue mit der Inschrift von Mentuemhat, vierter Prophet von Amun, aus der 25.–28. Dynastie. Die zweite war das Oberteil einer Statue, in der nur ein Teil der Inschrift erhalten war, jedoch erlaubten die lesbaren Titel ebenfalls eine Identifizierung als Mentuemhat. Es handelte sich um eine lebensgroße Abbildung, die bis unter die Schultern erhalten war. Den Kopf zierte eine Glatze, jedoch waren Haare drum herum gearbeitet, was eine seltene Darstellung in der ägyptischen Kunst war. Diese beiden Fundstücke wurden später von Janet Gourlay und Percy Newberry publiziert unter dem Titel: The Fourth Prophet of Amun, Montemhet.
Nach diesem Fund wurde die Ausgrabung der südöstlichen Ecke erweitert und sie stießen auf weitere 14 Statuen, darunter befand sich ein bemerkenswerter Kopf aus der Saïtische Zeit (26. Dynastie, etwa von 664–525 v. Chr.). Ein weiterer Graben wurde nach Westen angelegt. In beiden Gebieten fanden sie Teile von 15 beschrifteten Statuen, eine Sphinx, drei Köpfe und Teile einer Alabaster-Statue. Aufgrund dieses Erfolges wurde eine dritte Sektion angelegt von der Süd-Ost Ecke 40 Fuß (ca. 12 m) lang bis zur Ostseite des Tempels, wo dann große herabgefallene Steinblöcke eine Fortführung blockierten. Hier fanden sie nur noch Fragmente von Skulpturen. Eine Überraschung stellte ein Tontopf dar, der 49 Münzen aus der Zeit des römischen Kaisers Nero enthielt.
Diese Saison endete beinahe in einer Tragödie: Margaret litt an einer Erkältung, die zu einer Lungenentzündung führte. Ihr Zustand war so schlecht, dass man ihren Tod befürchtete. Ein Arzt im Luxor Hotel wagte sich an die Drainage der Lungenflüssigkeit und rettete dadurch ihr Leben. Später erlitt sie noch einen Herzanfall. Die Probleme mit der Lunge blieben bestehen.
In ihren drei kurzen Ausgrabungszeiten hatte Margaret Benson den Tempelbezirk der Mut vom ersten Hof bis zu den Ufern des Heiligen Sees hinter dem Tempel frei gelegt.
Alle Ausgräber begannen als Amateure und eigneten sich ihr Wissen auf dem Gebiet der Archäologie durch Erfahrungen im Laufe der Jahre an. Frauen des viktorianischen Zeitalters mit Interesse an Ägypten waren bis dato Sammlerin von Antiquitäten, Autorin von Reiseberichten oder Begleiterin/Unterstützung ihrer Ehemänner in der Wissenschaft oder dem Abenteuer. So meinte denn auch Margaret Benson in der Einleitung ihres Buches, dass man ihr wohl kaum die Konzession erteilt hätte, wenn jemand ihre Funde dort vermutet hätte.
1899 veröffentlichte Margaret Benson mit Janet Gourlay als Koautorin ihr Buch über die Ausgrabungen unter dem Titel The Temple of Mut in Asher. Sie wählten diesen Titel, weil der „Heilige See“ auch „asheru“ (oder „isheru“) genannt wurde. Das Brooklyn Museum in New York bescheinigt dem Werk der beiden Frauen den gleichen Wert wie den Veröffentlichungen ihrer männlichen Kollegen aus jener Zeit.
Im Index ihres Buches gibt sie die Statuen der Göttin Sachmet, die noch im Tempel verbleiben werden, an mit: 98 im äußeren Hof, 40 im zweiten Hof, 48 im Korridor, 2 im Tor und 6 Fragmente. Dabei weist sie in einer Fußnote darauf hin, dass einige schon vor Beginn ihrer Ausgrabungen 1895–97 zu sehen waren und dass viele bereits davor entfernt wurden. Bekannt sind Giovanni Belzoni und Bernardino Drovetti.
Im Jahre 1900 besuchte Margaret ein letztes Mal mit Janet Gourlay Ägypten, jedoch nur als Touristen. Die nächsten Ausgrabungen im Tempelgebiet der Mut sollten erst 1921 von Maurice Pillet für den Antikendienst in Karnak ausgeführt werden.

## Zurück in England
Die Familie musste den offiziellen Sitz ihres verstorbenen Vaters im Lambeth Palace räumen und zog in ein Haus nach Winchester, nahe der Kathedrale. Margaret half zwar ihrem Bruder Arthur bei der Zusammenstellung von Unterlagen für eine Biografie über ihren Vater,
sie litt jedoch unter Erschöpfung und Lustlosigkeit. Daher suchten sie einen Wohnsitz mit einem besseren Klima für Margaret und ließen sich in Tremans, in der Nähe von Horsted Keyes, nördlich von Brighton, nieder.
Margaret arbeitete an ihrem Buch The Venture of Rational Faith und schrieb die Einführung zu Arbeiten ihres Vaters, die sie posthum herausgab. Sie war mitverantwortlich für die Organisation der St. Paul Association for Biblical Study, die sich regelmäßig in London traf und Lektoren einlud. Außerdem organisierte sie Freizeiten für biblische Studien in Oxford und Cambridge. Auch unterstützte sie die von ihrem Vater gegründete Vereinigung zur Diplomierung des Theologiestudiums für Frauen.
1906 erlitt Margaret einen Nervenzusammenbruch und von da an bis zu ihrem Tod sollte sie unter Depressionen und Halluzinationen leiden. 1907 wurde sie zur Pflege dem Orden Sisters of Mercy übergeben und danach der Priorie in Roehampton, ein privates Heim für Geisteskrankheiten. Um 1913 wohnte sie unter der Obhut eines Arztes und seiner Frau in Wimbledon, wo sie ein mehr oder weniger „normales“ Leben führen konnte. Hier verstarb sie am 13. Mai 1916 im Alter von 50 Jahren.

## Fotogalerie

Frauenköpfe aus saitischer Zeit (664–525 v. Chr.)
Abb. 1: Kopf des Gottes Min. Abb. 2: Kopf von Ta-Urt. Abb. 3 und 4: Saitische Sphinx
Großer Löwenkopf mit Sonnenscheibe der Göttin Sachmet
Sitz- oder Block-Statue von Sen-Mut mit Kartusche der Hatschepsut
Statue Tutenchamun im Tempelbezirk Mut in Karnak
Statue Bak-En-Khonsu im Tempelbezirk Mut in Karnak
Ausgrabung M. Benson 1895–97, Pavian Statuen links
Plan des Tempels der Göttin Mut. Ausgrabungen 1895–97.

## Publikationen
- Capital, Labor and Trade and the Outlook. London 1891.
- Subject to Vanity. New York 1895.
- The temple of Mut in Asher; an account of the excavation of the temple and of the religious representations and objects found therein, as illustrating the history of Egypt and the main religious ideas of the Egyptians. The inscriptions and translations by Percy Newberry. Verlag John Murray, London 1899 online.
- The Soul of a Cat and other stories. London 1901.
- The Venture of Rational Faith. London 1908.
- Bücher Margaret Benson – online im Internet Archive.